# II liga polska w piłce nożnej (1951)
II liga 1951 – 3. edycja rozgrywek ogólnokrajowych drugiego poziomu ligowego piłki nożnej mężczyzn w Polsce. Wzięło w nich udział 32 drużyny grające w czterech grupach systemem kołowym. Zwycięzcy grup rozegrali baraż o awans do I ligi.
| Poziomy rozgrywkowe w sezonie 1951 | Poziomy rozgrywkowe w sezonie 1951 | Poziomy rozgrywkowe w sezonie 1951 |
| Rozgrywki                          | P                                  | Nazwa                              |
| ---------------------------------- | ---------------------------------- | ---------------------------------- |
| Centralne                          | I                                  | I liga                             |
| Centralne                          | II                                 | II liga                            |
| Okręgowe (20 okręgów)              | III                                | 1 Klasa wojewódzka                 |
| Okręgowe (20 okręgów)              | IV                                 | 2 Klasa wojewódzka                 |
| Okręgowe (20 okręgów)              | V                                  | 3 Klasa wojewódzka                 |

## Grupa I
| Lp. | Drużyna            | M  | Z | R | P | Bramki | R B | Pkt. | Uwagi             |
| --- | ------------------ | -- | - | - | - | ------ | --- | ---- | ----------------- |
| 1   | Budowlani Gdańsk   | 14 | 9 | 2 | 3 | 41:13  | +28 | 20   | awans po barażach |
| 2   | Stal Poznań        | 14 | 8 | 4 | 2 | 32:13  | +19 | 20   |                   |
| 3   | Kolejarz Toruń     | 14 | 7 | 1 | 6 | 18:31  | -13 | 15   |                   |
| 4   | Gwardia Bydgoszcz  | 14 | 4 | 5 | 5 | 13:15  | -2  | 13   |                   |
| 5   | Stal Wrocław       | 14 | 6 | 1 | 7 | 20:28  | -8  | 13   | do grupy III      |
| 6   | Kolejarz Bydgoszcz | 14 | 6 | 1 | 7 | 19:28  | -9  | 13   |                   |
| 7   | Kolejarz Gdańsk    | 14 | 3 | 3 | 8 | 18:25  | -7  | 9    |                   |
| 8   | Gwardia Słupsk     | 14 | 3 | 3 | 8 | 18:26  | -8  | 9    |                   |

## Grupa II
| Lp. | Drużyna               | M  | Z  | R | P  | Bramki | R B | Pkt. | Uwagi            |
| --- | --------------------- | -- | -- | - | -- | ------ | --- | ---- | ---------------- |
| 1   | Gwardia Warszawa      | 14 | 12 | 1 | 1  | 60:18  | +42 | 25   | baraże o II ligę |
| 2   | OWKS Lublin           | 14 | 8  | 2 | 4  | 36:21  | +15 | 18   | do grupy IV      |
| 3   | Włókniarz Chodaków    | 14 | 8  | 1 | 5  | 30:24  | +6  | 17   |                  |
| 4   | Włókniarz-Widzew Łódź | 14 | 7  | 2 | 5  | 40:24  | +16 | 16   |                  |
| 5   | Spójnia Warszawa      | 14 | 6  | 2 | 6  | 26:32  | -6  | 14   |                  |
| 6   | Włókniarz Radom       | 14 | 4  | 2 | 8  | 13:29  | -16 | 10   |                  |
| 7   | Kolejarz Olsztyn      | 14 | 4  | 1 | 9  | 21:48  | -27 | 9    |                  |
| 8   | Gwardia Białystok     | 14 | 1  | 1 | 12 | 14:44  | -30 | 3    |                  |

## Grupa III
| Lp. | Drużyna                      | M  | Z  | R | P  | Bramki | R B | Pkt. | Uwagi              |
| --- | ---------------------------- | -- | -- | - | -- | ------ | --- | ---- | ------------------ |
| 1   | Górnik Wałbrzych             | 14 | 10 | 2 | 2  | 39:18  | +21 | 22   | baraże o II ligę   |
| 2   | Górnik Zabrze                | 14 | 10 | 1 | 3  | 38:11  | +27 | 21   |                    |
| 3   | Górnik Bytom                 | 14 | 8  | 1 | 5  | 37:22  | +15 | 17   |                    |
| 4   | Stal Starachowice            | 14 | 6  | 3 | 5  | 23:41  | -18 | 15   | do grupy II        |
| 5   | Budowlani Opole              | 14 | 6  | 1 | 7  | 28:26  | +2  | 13   |                    |
| 6   | Stal Lipiny (Świętochłowice) | 14 | 6  | 1 | 7  | 27:29  | -2  | 13   |                    |
| 7   | Ogniwo Częstochowa           | 14 | 3  | 1 | 10 | 21:36  | -15 | 7    | do grupy IV        |
| 8   | OWKS Wrocław                 | 14 | 2  | 0 | 12 | 15:45  | -30 | 4    | Spadek do III ligi |

- Szombierki zostały przyłączone do Bytomia, a Lipiny do Świętochłowic

## Grupa IV
| Lp. | Drużyna               | M  | Z  | R | P  | Bramki | R B | Pkt. | Uwagi              |
| --- | --------------------- | -- | -- | - | -- | ------ | --- | ---- | ------------------ |
| 1   | OWKS Kraków           | 14 | 12 | 1 | 1  | 40:10  | +30 | 25   | awans po barażach  |
| 2   | Stal Sosnowiec        | 14 | 9  | 2 | 3  | 32:13  | +19 | 20   | do grupy III       |
| 3   | Górnik Knurów         | 14 | 7  | 1 | 6  | 28:23  | +5  | 15   | do grupy III       |
| 4   | Ogniwo Tarnów         | 14 | 6  | 2 | 6  | 20:22  | -2  | 14   |                    |
| 5   | Gwardia Kielce        | 14 | 5  | 2 | 7  | 26:30  | -4  | 12   |                    |
| 6   | Budowlani Przemyśl    | 14 | 4  | 2 | 8  | 20:31  | -11 | 10   |                    |
| 7   | Włókniarz Chełmek     | 14 | 4  | 2 | 8  | 15:30  | -15 | 10   |                    |
| 8   | Stal Dąbrowa Górnicza | 14 | 2  | 2 | 10 | 12:34  | -22 | 6    | spadek do III ligi |

- Większość danych pochodzi z [1]

## Baraże o I ligę
| Poz. | Klub             | M | Z | R | P | Bramki | Pkt. |
| ---- | ---------------- | - | - | - | - | ------ | ---- |
| 1    | Budowlani Gdańsk | 6 | 4 | 0 | 2 | 13-9   | 8    |
| 2    | OWKS Kraków      | 6 | 4 | 0 | 2 | 8-10   | 8    |
| 3    | Gwardia Warszawa | 6 | 3 | 0 | 3 | 14-11  | 6    |
| 4    | Górnik Wałbrzych | 6 | 1 | 0 | 5 | 6-11   | 2    |

Budowlani Gdańsk i OWKS Kraków awansowały do I ligi.